# The Trail of the Tiger
The Trail of the Tiger é um seriado estadunidense de 1927, no gênero ação, dirigido por Henry MacRae, em 10 capítulos, estrelado por Jack Dougherty e Frances Teague. Foi produzido e distribuído pela Universal Pictures e veiculou nos cinemas estadunidenses de 7 de novembro de 1927 a 9 de janeiro de 1928. Foi baseado no livro de Courtney Ryley Cooper.
Este seriado é considerado perdido.
Há um seriado anterior, com similaridade no nome, The Tiger's Trail, produzido em 1919 e estrelado por Ruth Roland, e sem qualquer ligação com The Trail of the Tiger.

## Elenco
- Jack Dougherty - Jack Stewart (creditado Jack Daugherty)
- Frances Teague - Trixie Hemingway
- Jack Mower - Tiger Jordan
- John Webb Dillon - John Hemingway
- Charles Murphy - Rube Murphy
- Billy Platt - Babs, the Dwarf (creditado William Platt)
- Jack Richardson - Ned Calvert

## Capítulos
1. The Mystic Mountebanks
2. The Trap of Terror
3. The Shaggy Monster
4. The Tiger Strikes
5. Flaming Fury
6. The Tiger's Lair
7. The Hour of Fear
8. The Flight of Terror
9. Buried Alive
10. The Reckoning

## Seriado no Brasil
O seriado estreou no Brasil em 1928, sob o título "Pegadas de Tigre", no Cine São José, em São Paulo.